# 안나 갈리에나
안나 갈리에나(Anna Galiena, 1954년 12월 22일 ~ )는 이탈리아의 배우이다.

## 출연 작품
- 라이크 크레이지 (2016)
- 유 캔트 세이브 유어셀프 어론 (2015)
- 러브 인 프로방스 (2014)
- 이탈리아 영사 (2011)
- 외아들 (2011)
- 얼티메이텀 (2009)
- 처녀의 성 (2007)
- 어둠 속으로 사라지다 (2006)
- 텔시 루퍼 가방 2부 (2004)
- 텔시 루퍼 가방 3부 (2003)
- 텔시 루퍼 가방 1부 (2003)
- 블랙 엔젤 (2002)
- 비보 페르 셈프레 (2000)
- 베니스 프로젝트 (1999)
- 나에게 유일한 (1999)
- 팔콘 (1998)
- 퀘스천 오브 럭 (1996)
- 세번의 삶과 한번의 죽음 (1996)
- 아프리카 아프리카 (1996)
- 모세 (1995)
- 마리오와 마법사 (1994)
- 인생 이야기 (1993)
- 늙은 악당 (1992)
- 하몽 하몽 (1992)
- 에스트라다의 미망인 (1991)
- 사랑한다면 이들처럼 (1990)
- 남장 여인 (1988)
- 호텔 콜로니얼 (1987)
- 핫 스윗 (1985)